# دانيال ك. ميلر
دانيال ك. ميلر (بالإنجليزية: Daniel C. Miller)‏ هو سياسي أمريكي، ولد في 1956 في هاريسبرج في الولايات المتحدة. حزبياً، نشط في الحزب الديمقراطي.